# Hong Un-jong
Hong Un-jong (Hamgyong, 9 marzo 1989) è una ginnasta nordcoreana.
La sua specialità è il volteggio di cui è stata campionessa olimpica nel 2008 e mondiale nel 2014.

## Biografia
Hong Un-jong è stata una delle finaliste al volteggio nei Campionati mondiali del 2007 e ha vinto la medaglia di bronzo sempre al volteggio ai Giochi asiatici del 2006. Nel 2008 rappresenta la Corea del Nord a Pechino, dove vince la medaglia d'oro nel volteggio.
È la prima donna nordcoreana a vincere una medaglia olimpica nella ginnastica artistica.
È la sorella minore o forse gemella di Hong Su-jong.

### 2015: Campionati del mondo di Glasgow
Nel mese di maggio, gareggia alla Coppa del Mondo di Varna, ma non riesce a qualificarsi per nessuna finale.
Partecipa ai Campionati del mondo di Glasgow. Vince la medaglia d'argento al volteggio dietro solo alla russa Maria Paseka. Grazie a questo risultato ottiene ufficialmente la qualificazione ai Giochi olimpici di Rio de Janeiro 2016.